# Julien Kaboré
Julien Kaboré (Zorgho, 18 de junho de 1968) é um diplomata e prelado burquinabê da Igreja Católica pertencente ao serviço diplomático da Santa Sé.

## Biografia
Fez seus estudos primários em Nédogo, entre 1974 e 1980, e os secundários, no Seminário Santo Agostinho de Baskouré, entre 1980 e 1987, quando vai para o Seminário São Francisco de Sales, de Pabré, onde fica até 1988. Faz o curso de filosofia no Seminário Maior São João Batista de Ouagadougou, entre 1988 e 1990, e teologia no Seminário Maior São Pedro Claver de Bobo Diulasso, entre 1990 e 1995.
Foi ordenado sacerdote em 8 de julho de 1995, sendo incardinado na Arquidiocese de Koupéla.
Formou-se em direito canônico pela Pontifícia Universidade Gregoriana, em 2001. Entre 2001 e 2004, frequentou a Pontifícia Academia Eclesiástica.
Ingressou no serviço diplomático da Santa Sé em 1 de julho de 2004 e posteriormente trabalhou nas representações papais no Quênia, Papua Nova Guiné, Costa Rica, Coreia, Croácia, Trindade e Tobago, Filipinas e Irlanda.
Além do francês nativo, é fluente em italiano, inglês e espanhol.
Em 29 de junho de 2024, foi nomeado pelo Papa Francisco como núncio apostólico em Gana, recebendo a dignidade de arcebispo titular de Milevum. Recebeu a ordenação episcopal em 14 de setembro seguinte, na Basílica de São Pedro, do Cardeal Secretário de Estado Pietro Parolin, coadjuvado pelo cardeal Luis Antonio Tagle, pró-prefeito do Dicastério para a Evangelização e por Séraphin François Rouamba, arcebispo emérito de Kupela.